# Drupella
Drupella là một chi ốc biển, là động vật thân mềm chân bụng sống ở biển trong họ Muricidae.

## Các loài
Các loài trong chi Drupella gồm có:
- Drupella cornus (Röding, 1798)[2]
- Drupella eburnea (Küster, 1862)[3]
- Drupella fragum (Blainville, 1832)[4]
- Drupella minuta Fujioka, 1984[5]
- Drupella rugosa (Born, 1778)[6]

Các loài được đưa vào đồng nghĩa
- Drupella cariosa Wood[7]: đồng nghĩa của Muricodrupa fenestrata (Blainville, 1832)
- Drupella fraga (Blainville, 1832) accepted as Drupella fragum (Blainville, 1832)
- Drupella ochrostoma (Blainville, 1832)[8]: đồng nghĩa của Pascula ochrostoma (Blainville, 1832)